# Elizabeth Packard
Elizabeth Packard (ur. 28 grudnia 1816 w Ware, zm. 25 lipca 1897) – amerykańska działaczka na rzecz praw kobiet.

## Życiorys
Urodziła się 28 grudnia 1816 r. w Ware, Massachusetts jako córka pastora kalwińskiego Samuela Ware′a. W młodości była bardzo żarliwą wyznawczynią tej wiary. Jej ojciec zapewnił córce gruntowną edukację, dzięki czemu ukończyła Amherst Female Seminary jako jedna z najlepszych uczennic – studiowała kulturę klasyczną, literaturę i matematykę. Następnie podjęła pracę nauczycielki. W wieku 19 lat zaczęła cierpieć na bóle głowy, gorączkę i majaczenie, co określono jako gorączkę mózgu, w związku z czym ojciec umieścił ją w szpitalu psychiatrycznym Worcester State Hospital. Po  6 tygodniach została jednak zwolniona, gdy uznano ją za zdrową. Choć ona sama uważała, że przyczyną dolegliwości było przemęczenie, ojciec uznał, że była ona zbyt wrażliwa, by pracować w szkole.
Jako rozwiązanie problemu ojciec nakazał jej porzucić pracę, po czym w 1839 r. wydał ją za Theophilusa Packarda Jr., 14 lat starszego od niej, mocno konserwatywnego pastora. Jej nowy mąż mocno wierzył m.in. w wywodzącą się z jego interpretacji chrześcijaństwa niższość kobiet od mężczyzn. W ciągu następnych 20 lat para żyła zgodnie, przy czym sama Packard prowadziła dom w Shelbourne w Massachusetts i urodziła sześcioro dzieci, w tym pięciu synów i jedną córkę.
W 1857 r. rodzina przeprowadziła się z Nowej Anglii do Manteno w Illinois, gdzie zaczęła interesować się postępowymi prądami religijnymi: uniwersalizmem, swedenborianizmem i spirytualizmem, które głosiły wolność myśli i wypowiedzi, ustalenia ram własnej relacji z bogiem i znaczenia dobrych uczynków dla zbliżenia się do niego, kładąc nacisk na jego miłosierną, a nie karzącą naturę, a także nie demonizowały kobiet. Jej mąż był niezadowolony z jej nowych zainteresowań i oburzał się, że próbowała przemawiać do kongregacji, czym podważała jego autorytet. W tej sytuacji mąż zaczął publicznie oskarżać ją o chorobę psychiczną, a także opłacił lekarza, który potwierdził jego zarzuty.
Sama Packard zaczęła podejrzewać męża o chęć umieszczenia jej w szpitalu psychiatrycznym, kontaktowała się nawet w tej sprawie z prawnikiem, który jednak nie poinformował jej, że mężatki są jedynymi osobami, które mogą być umieszczone w takich ośrodkach wbrew swojej woli – jedynie na podstawie wniosku męża. 18 czerwca 1860 r. Packard została osadzona w szpitalu psychiatrycznym Jacksonville Insane Asylum na wniosek męża. Początkowo trafiła na oddział dla zamężnych kobiet z klasy średniej, które w większości trafiły do tego ośrodka z wniosku swoich mężów, którzy chcieli ukarać je za nieposłuszeństwo wobec norm obyczajowych.
Mimo tego Packard protestowała przeciw zamknięciu, napisała w tej sprawie list protestacyjny do swojego lekarza Andrew McFarlanda, za co ten przeniósł ją na oddział dla kobiet z niższych warstw społecznych, zazwyczaj cierpiących na rzeczywiste schorzenia psychiczne. Packard od początku pobytu na tym oddziale zaczęła pomagać personelowi, który był nieliczny i nie był w stanie zapanować m.in. nad higieną pacjentek. Zaczęła też dokumentować nadużycia i podjęła próbę naprawy relacji z McFarlandem i przekonania go do swoich racji. McFarland uważnie jej słuchał i gromadził jej zapiski, choć jego celem było udowadnianie, że Packard nadal nie nadaje się do zwolnienia ze szpitala. Ostatecznie została zwolniona z ośrodka po 3 latach, gdyż podburzała inne pacjentki i słała skargi do zarządu, a jej opiekunem został pełnoletni już syn.
Początkowo zamieszkała u siostry, opisała swoje doświadczenia w szpitalu w artykule i rozprowadziła go wśród mieszkańców miasteczka, a za zarobione pieniądze wróciła do Manteno. Po powrocie do domu jej sytuacja nie uległa poprawie, gdyż mąż nastawił dzieci przeciwko niej, a za swoje doznane w międzyczasie porażki (w tym utratę parafii) obwinił ją. Mąż uwięził ją też w sypialni i planował umieszczenie jej w innym szpitalu psychiatrycznym. Udało jej się zbiec i doprowadzić do procesu za bezprawne uwięzienie jej w domu, gdyż to było (w odróżnieniu od uwięzienia w ośrodku zamkniętym) nielegalne. Podczas trwającego od 13 do 18 stycznia 1864 r. procesu na jej niekorzyść zeznawała rodzina i lekarze, którzy badali ją wcześniej. Packard powołała na świadka innego lekarza, zeznawała też osobiście. Ostatecznie po 7 minutach obrad ława przysięgłych uznała, że Packard była zdrowa psychicznie, a sędzia Charles R. Starr nakazał mężowi jej uwolnienie.
W odpowiedzi mąż sprzedał dom i wyjechał z wszystkimi nieletnimi dziećmi do Massachusetts, zostawiając ją bez środków do życia. Zgodnie z ówczesnym prawodawstwem kobieta wchodząca w związek małżeński traciła osobowość prawną i prawo do małżeńskiej własności, w tym prawo do opieki nad dziećmi. Jeszcze w tym samym roku wydała książkę Marital Power Exemplified, or Three Years Imprisonment for Religious Belief , a w kolejnych dwóch latach dwie następne, opisując w nich warunki w zakładach psychiatrycznych. Ich dobra sprzedaż przyczyniła się do rozpoczęcia zmian w podejściu opinii publicznej do chorób psychicznych. Założyła również Anti-Insane Asylum Society, prowadziła na terenie całego kraju wykłady i lobbowała w stanowych kongresach za przepisami poprawiającymi sytuację kobiet w placówkach dla psychicznie chorych – łącznie z jej inicjatywy uchwalono 34 ustawy zwiększające ochronę oraz prawa nie tylko chorych psychicznie, ale i mężatek w czterech stanach. W Iowa, Maine i Massachusetts pomogła przeforsować przepisy o wizytacjach zakładów w celu monitorowania warunków w nich. W Iowa ustawa Packard uznała wgląd szpitala w korespondencję pacjentek za nielegalną. Packard doprowadziła także do przegłosowania przepisów chroniących prawa majątkowe mężatek w Illinois. Swoją aktywność kontynuowała do lat 1880., mierząc się z oporem środkowiska psychiatrów. Jej głównym oponentem pozostawał dr McFarland, który pomimo upublicznienia raportu o zakładzie w Jacksonville, opisującego zaniedbania, bicie i podtapianie pacjentek, cieszył się nadal dobrą reputacją. 
Dzięki wygranemu w 1869 r. procesowi odzyskała też troje najmłodszych dzieci, którymi mąż nie chciał już zajmować się, gdyż od dłuższego czasu pozostawał na utrzymaniu swoich krewnych. Z dziećmi zamieszkała w Chicago, w domu, który kupiła z tantiem za książki. 
W ostatnich latach mieszkała w Kalifornii, u jednego z synów i jego żony. Pomimo rozstania z mężem, nigdy nie przeprowadzili rozwodu. Zmarła 25 lipca 1897 r.
W 2021 r. została wydana jej biografia The woman they could not silence.